# میشل میگنانی
میشل میگنانی (انگلیسی: Michele Mignani؛ زادهٔ ۳۰ آوریل ۱۹۷۲) بازیکن فوتبال اهل ایتالیا است.
از باشگاه‌هایی که در آن بازی کرده‌است می‌توان به باشگاه فوتبال روبور سیه‌نا، باشگاه فوتبال پیستویزه، باشگاه فوتبال مونتسا، باشگاه فوتبال سمپدوریا، باشگاه فوتبال تریستیانا، و باشگاه فوتبال اسپال اشاره کرد.
وی همچنین در تیم ملی فوتبال زیر ۲۱ سال ایتالیا بازی کرده‌است.